# 年堆乡
年堆乡（藏語：མྱང་སྟོད་），是中华人民共和国西藏自治区日喀则市江孜县下辖的一个乡镇级行政单位。

## 行政区划
年堆乡下辖以下地区：
杂益村、达热村、曲乃村、榜果村、憧布村、卓萨村、索盖村、努玛村和热定新村。